# Last of the Time Lords
"Last of the Time Lords" (intitulado "O Último dos Senhores do Tempo" no Brasil) é o décimo terceiro e último episódio da terceira temporada da série de ficção científica britânica Doctor Who, transmitido originalmente através da BBC One em 30 de junho de 2007. É o terceiro e último dos episódios que formam o season finale da temporada, que começou com "Utopia" e "The Sound of Drums". Foi escrito por Russell T Davies e dirigido por Colin Teague.
Continuando os eventos do episódio anterior, o alienígena viajante do tempo conhecido como o Mestre (John Simm) conquistou a Terra e escravizou sua população para preparar naves de guerra para ele conquistar o resto do universo, enquanto a estudante de medicina Martha Jones (Freema Agyeman) passou o ano anterior viajando pelo planeta como parte de um plano para detê-lo.
Foi assistido por 8,61 milhões de telespectadores no Reino Unido Recebeu e teve uma recepção crítica mista.

## Enredo
Um ano após os Toclafane atacarem a Terra e o Mestre assumir o controle do planeta, a humanidade está à beira da extinção. Após sua fuga do Valiant, Martha tem viajado ao redor do mundo e evitado ser detectada. Ela tem preparado os humanos sobreviventes para concentrarem seus pensamentos na palavra "Doutor" no momento da conclusão da contagem regressiva para o lançamento de uma frota de foguetes que o Mestre está preparando para travar a guerra. O Décimo Doutor, enquanto isso, passa o ano se integrando psiquicamente à rede de satélites Arcanjo do Mestre, que canaliza a energia psíquica coletiva das pessoas para ele. Martha cria uma história falsa sobre encontrar quatro componentes para uma arma à qual o Mestre é vulnerável como parte de um plano para que a Professora Docherty a leve de volta a ele.
Martha, junto com Docherty e o médico Tom Milligan, capturam um Toclafane. Após um exame, eles descobrem que as criaturas são humanos que pegaram o foguete para Utopia no futuro. Eles canibalizaram seus corpos em esferas de metal e suas mentes regrediram para crianças. O Mestre criou a Máquina de Paradoxo para permitir que eles retornassem ao passado e matassem seus ancestrais, evitando o paradoxo do avô. Martha e Tom partem para encontrar o último componente da arma e Docherty fornece ao Mestre a localização dela em troca de informações sobre seu próprio filho.
Depois de matar Tom e encurralar Martha, o Mestre destrói a arma e a leva de volta para o Valiant para que ele possa matá-la na frente do Doutor envelhecido artificialmente. Martha revela que a arma é uma farsa, e suas viagens foram com o objetivo de concentrar a energia psíquica coletiva das pessoas para pensar no Doutor. Essa energia o rejuvenesce, permitindo que ele se liberte e force o Mestre a se encolher em derrota. Jack parte para destruir a Máquina de Paradoxo, o que faz com que o tempo volte logo antes do paradoxo ser criado e os Toclafanes aparecerem. O Doutor e seus aliados consideram o destino do Mestre antes que ele seja baleado por sua esposa Lucy. O Mestre se recusa a se regenerar e morre nos braços do Doutor. Depois, o Doutor crema seu corpo em uma pira funerária.
O Doutor retorna Jack para Torchwood e uma mão desconhecida é vista pegando o anel do Mestre dos restos da pira. Martha decide deixar o Doutor para cuidar de sua família, que ainda se lembra de seu cativeiro no Valiant. Ela dá a ele seu celular, caso precise contatá-lo. Enquanto o Doutor se prepara para viajar, a proa de um navio chamado Titanic irrompe através de uma parede da sala de controle da TARDIS.

### Continuidade
No comentário do episódio, o escritor Russell T Davies chamou a implicação do apelido de Jack ser "o Rosto de Boe" de "uma teoria" quanto às origens desse personagem, levando a produtora executiva Julie Gardner a insistir para que ele "parasse de recuar" sobre os dois personagens serem os mesmos. Davies então mencionou a adição de uma linha em "Gridlock" na qual o Rosto de Boe chama o Doutor de "velho amigo", sugerindo uma forte conexão entre os dois. Davies também brincou chamando a mão vista removendo o anel do Mestre das cinzas de sua pira funerária de "a mão da Rani". A mão vista pegando o anel foi incluída para deixar aberta a possibilidade de reintroduzir o personagem posteriormente.
O Mestre faz referência aos Demônios do Mar (que o Terceiro Doutor e o Mestre encontraram juntos no serial The Sea Devils em 1972) e aos Axons (que eles conheceram em The Claws of Axos, de 1971). A Terra é referida como "Sol 3", o terceiro planeta da estrela Sol, assim como em The Deadly Assassin (1976). Diz-se que a chave de fenda a laser do Mestre tem controles isomórficos, uma propriedade que o Doutor atribuiu aos controles da TARDIS em Pyramids of Mars (1975).

## Produção e publicidade
"Last of the Time Lords", junto com "Utopia" e "The Sound of Drums", são tratados em várias fontes como uma história de três partes, a primeira história desse tipo na série moderna de Doctor Who. No entanto, Russell T Davies disse que considera "Utopia" uma história separada, mas observa que a distinção é arbitrária. "Last of the Time Lords" foi um subtítulo proposto em um estágio para uma versão cinematográfica de Doctor Who que estava em desenvolvimento entre 1987 e 1994.
Este episódio foi planejado para ser transmitido ao vivo para as multidões que compareceriam ao Orgulho de Londres na Trafalgar Square por meio de um telão gigante. No entanto, um toque de recolher local após a tentativa de atentado terrorista nas proximidades no dia anterior impediu a exibição. Freema Agyeman e John Barrowman compareceram ao evento.
Para manter os detalhes do episódio em segredo, o acesso às cópias de pré-visualização deste episódio foi restrito. Houve uma moratória semelhante nas cópias de "Doomsday" no ano anterior e no final da quarta temporada, "Journey's End", no ano seguinte. O episódio recebeu uma alocação de tempo de 50 minutos para sua transmissão inicial, como com "Daleks in Manhattan" anteriormente, e intervalos de tempo de 55 minutos para as repetições da BBC Three.
No início deste episódio, o Mestre entra na ponte do Valiant enquanto "I Can't Decide" das Scissor Sisters toca ao fundo. Ele se refere a ela como "faixa 3", seu lugar no segundo álbum da banda, Ta-Dah. Dois conjuntos de comentários em áudio foram gravados para o episódio: um com os produtores Russell T Davies, Julie Gardner e Phil Collinson, que foi destinado à transmissão em podcast para coincidir com a transmissão inicial do episódio no Reino Unido, e o outro com os atores David Tennant, Freema Agyeman e John Barrowman, que foi incluído no lançamento do episódio em DVD como parte do boxset da terceira temporada. No entanto, o lançamento do DVD na Região 1 (América do Norte) viu os comentários substituídos pela ´primeira versão do podcast, embora um erro de produção tenha resultado no livreto do boxset não indicando essa substituição (e o livreto também omite o nome de Tennant).

## Transmissão e recepção
A audiência noturna para "Last of the Time Lords" foi de 8 milhões de espectadores com uma participação de audiência de 39%. Quando a audiência final consolidada foi calculada, os números subiram para 8,61 milhões de espectadores. Recebeu um Índice de Apreciação do público de 88, considerado "excelente" para um drama.
Stephen Brook, escrevendo para o The Guardian, disse que o episódio foi "certamente uma conclusão épica... mas não satisfatória". Ele achou que era muito épico e apressado, e "a ressurreição do Doutor... me deixou indiferente". O crítico da SFX Dave Golder deu ao episódio três e meia de cinco estrelas, concluindo que foi "muito divertido, com ótimas performances e efeitos especiais memoráveis, mas possivelmente o final do New Who menos satisfatório até agora." Embora achasse que havia "muito o que curtir", como John Simm como o Mestre, a atuação de Freema Agyeman e os efeitos, ele ficou com vontade de explorar o mundo distópico, dizendo sobre a conclusão: "Gostei da mensagem que eu estava tentando se comunicar, mas a imagem de um Tennant fantasmagórico flutuando sobre os degraus infelizmente parecia uma espécie de pantomima".
Travis Fickett, da IGN, deu a "Last of the Time Lords" uma nota 8,4 de 10, acreditando que foi a "parte mais fraca" do final de três partes, embora tenha dito que teve algumas "coisas boas", especialmente o confronto final entre o Doutor e o Mestre e a saída de Martha. No entanto, ele achou que o maior "deslize" foi a marginalização do Doutor e a conclusão "logicamente obscura". Mark Wright, do The Stage, chamou-o de "o mais fraco dos finais de temporada de Doctor Who até agora", com grande parte do enredo sendo "preguiçoso" ou não fazendo sentido e "[interpretado] como bobo e sem substância". Enquanto ele elogiou Martha e o clímax emocional, ele achou Jack "criminosamente subutilizado" e criticou a representação do Doutor idoso. Stephen James Walker, em seu livro Third Dimension: The Unofficial and Unauthorised Guide to Doctor Who 2007, resumiu o episódio como "sombrio e deprimente", observando os maltrato ao Doutor, o uso de um botão de reset e a falta de uso do Capitão Jack entre os problemas que teve com a história. O Topless Robot classificou-o como o pior episódio da época de Tennant.